# 平壌-元山観光道路
平壌-元山観光道路（ピョンヤン-ウォンサンかんこうどうろ）は朝鮮民主主義人民共和国平壌市楽浪区域から江原道元山市を結ぶ総延長約190kmの高速道路である。1978年9月2日竣工。

## 通過する地域
- 平壌市
  - 楽浪区域 - 力浦区域 - 中和郡 - 力浦区域 - 祥原郡
- 黄海北道
  - 延山郡 - 遂安郡 - 谷山郡 - 新坪郡
- 江原道
  - 法洞郡 - 元山市